# Artpop
《Artpop》은 미국의 가수 레이디 가가의 정규 앨범이다. 2013년 11월 11일 인터스코프 레코드와 스트림라인을 통해 발매되었다. 앨범 작업은 《Born This Way》 (2011)가 발매된 이후 곧바로 시작했고 2012년 대부분 완성되었다. 앨범에는 마던, 제드, 레드원, 폴 "DJ 화이트 쉐도우" 블레어, 가가 등 다양한 프로듀서들이 참여했다. 또 알 켈리, T.I., 트위스타, 투 숏이 피처링으로 앨범에 참여했다. 원래 앨범은 2013년 초에 발매될 예정이였지만, Born This Way Ball 중 부상을 당하면서 몇 개월 동안 작업이 늦어졌다.

## 배경 및 작업
ARTPOP 작업은 Born This Way (2011) 발매 이후 곧 바로 시작했다. 다음 해 가가와 프로듀서 페르난도 가리베이, DJ 화이트 쉐도우의 공동 작업을 하면서 앨범의 컨셉은 점점 더 확고해졌다. 초기 작품인 "so crazy"는 Born This Way Ball 투어 시기인 Artpop의 첫 녹음을 시작했을 때 테스트용으로 가가에게 보내졌다. 당시 수록 예정 곡으로 최대 50곡이 있었다. 2013년 5월 매니저 빈센트 허베트는 프로젝트가 "미치도록 좋은 음반"으로 진행되고 있다며 전했다. 한편, 9월 가가는 음반회사에 수록곡을 들려줬고 앨범 발매 한달 전에 제목 공개를 원했다. Artpop은 "피닉스는 잿더미에서 다시 부활할거야"라는 문장을 모방한 가가 최초의 "진짜" 노력을 담았는데, 이전 작품보다 훨씬 노력이 담겨있다는 것을 확신했다. 2013년 초 제프 쿤스는 프로젝트에 참여했다. 가가와 제프는 이미 3년 전 아이탄 미술관에서 열린 패션쇼 행사에서 만난적이 있었다.
2013년 2월 가가가 엉덩이 수술을 하면서 회복하기까지 6개월이 걸렸는데, 그 시간동안 창작팀 하우스 오브 가가와 "창의적인 생각을 서로 자주 공유하면서" 문학과 음악에관한 공부를 했다. 가가는 부상을 입으면서 창작팀의 작업 과정을 꼼꼼히 "과정을 지켜보며" 검토의 질을 높였다. "나는 좋은 결과물을 위해 오랜기간 동안 작업을 지켜봐야된다"고 말하며 가가의 아이디어를 분석하면서 "훌륭한 느낌"을 받았다고 전했다. 2013년 7월 초 인터스코프 레코드는 주요 언론매체에 8월 19일 리드 싱글 "Applause"와 뮤직비디오 공개 등 최신 앨범 정보들을 이메일로 보냈다. 그러나 "Applause"가 유출되면서 발매일을 앞당겨 8월 12일 발매되었다.

## 싱글
"Applause"는 앨범의 첫 번째 싱글로 발매되었다. 원래 발매일은 2013년 8월 19일이였지만, 온라인상에서 유출되면서 2013년 8월 12일 발매되었다. 8월 19일 공식적으로 미국의 메인스트림 라디오 방송국에 보내졌다. 뮤직비디오는 8월 19일 《굿 모닝 아메리카》를 통해 처음으로 공개되었다. 뮤직비디오는 로스앤젤레스의 이네즈 반 람스베이르더 앤 비노트 마타딘에서 싱글 커버와 함께 촬영되었다.
2013년 9월 3일 가가는 두 번째 싱글을 선택하는데 팬들의 의견을 묻기위해 트위터에서 설문조사를 실시했다. 첫 번째 설문조사는 "Manicure"와 "Sexxx Dreams" 사이에서 선택하는 것이였고, 두 번째 설문조사는 "Aura"와 "Swine" 사이에서 선택하는 것이였다. 2013년 9월 20일 가가는 앨범이 발매되기전에 두 번째 싱글이 공개된다며 새로운 정보를 발표했다. 또 "다음 싱글은 들을 기회가 전혀 없었을 것이였다"고 말했다. 2013년 10월 10일 "Venus"가 두 번째 싱글로 공식적으로 선택되었다고 발표했지만, 프로모션 싱글이였던 "Do What U Want"이 많은 인기를 얻으면서 "Do What U Want"이 공식적인 두 번째 싱글로 발매되었다.

## 트랙 리스트
| #            | 제목                                                     | 작사·작곡                    | 재생 시간 |
| ------------ | -------------------------------------------------------- | ---------------------------- | --------- |
| 1.           | 〈"Aura"〉                                               |                              | 3:55      |
| 2.           | 〈"Venus"〉                                              |                              | 3:53      |
| 3.           | 〈"G.U.Y"〉                                              |                              | 3:52      |
| 4.           | 〈"Sexxx Dreams"〉                                       |                              | 3:34      |
| 5.           | 〈"Jewels & Drugs"〉 (featuring 티아이, 투 숏, 트위스타) |                              | 3:48      |
| 6.           | 〈"Manicure"〉                                           |                              | 3:19      |
| 7.           | 〈"Do What U Want"〉 (featuring R. 켈리)                 |                              | 3:47      |
| 8.           | 〈"Artpop"〉                                             |                              | 4:07      |
| 9.           | 〈"Swine"〉                                              |                              | 4:28      |
| 10.          | 〈"Donatella"〉                                          |                              | 4:24      |
| 11.          | 〈"Fashion!"〉                                           |                              | 3:59      |
| 12.          | 〈"Mary Jane Holland"〉                                  |                              | 4:37      |
| 13.          | 〈"Dope"〉                                               |                              | 3:41      |
| 14.          | 〈"Gypsy"〉                                              |                              | 4:08      |
| 15.          | 〈"Applause"〉                                           | 레이디 가가, DJ White Shadow | 3:32      |
| 총 재생 시간 | 총 재생 시간                                             | 총 재생 시간                 | 59:04     |

## 차트 및 인증
| 차트 (2013)                                | 최고 순위 |
| ------------------------------------------ | --------- |
| 오스트레일리아 앨범 차트 (ARIA)            | 2         |
| 오스트리아 앨범 차트 (Ö3 오스트리아)       | 1         |
| 벨기에 앨범 차트 (울트라탑 플랑드르)       | 2         |
| 벨기에 앨범 차트 (울트라탑 왈로니아)       | 2         |
| 캐나다 앨범 차트 (빌보드)                  | 3         |
| 크로아티아 앨범 차트 (HDU)                 | 1         |
| 체코 앨범 차트 (ČNS IFPI)                  | 3         |
| 덴마크 앨범 차트 (Hitlisten)               | 5         |
| 네덜란드 앨범 차트 (메가차트)              | 4         |
| 핀란드 앨범 차트 (Suomen virallinen lista) | 3         |
| 프랑스 앨범 차트 (SNEP)                    | 3         |
| 독일 앨범 차트 (미디어 컨트롤)             | 3         |
| 그리스 앨범 차트 (IFPI)                    | 12        |
| 이탈리아 앨범 차트 (FIMI)                  | 2         |
| 일본 앨범 차트 (오리콘)                    | 1         |
| 러시아 앨범 차트 (2M)                      | 1         |
| 한국 국외 앨범 차트 (가온)                 | 1         |
| 스위스 앨범 차트 (슈바이처 히트파라데)     | 2         |
| 타이완 앨범 차트 (G-Music)                 | 7         |
| 영국 음반 차트                             | 1         |
| 미국 빌보드 200                            | 1         |
| 미국 댄스/일렉트로닉 앨범 (빌보드)         | 1         |

## 발매일
| 국가           | 일자             | 포맷                         | 레이블                              |
| -------------- | ---------------- | ---------------------------- | ----------------------------------- |
| 일본           | 2013년 11월 6일  | CD CD+ DVD 디지털 다운로드   | 유니버설 뮤직                       |
| 오스트레일리아 | 2013년 11월 8일  | CD CD+ DVD 디지털 다운로드   | 유니버설 뮤직                       |
| 프랑스         | 2013년 11월 8일  | 디지털 다운로드              | 유니버설 뮤직                       |
| 독일           | 2013년 11월 8일  | CD CD+DVD LP 디지털 다운로드 | 유니버설 뮤직                       |
| 이탈리아       | 2013년 11월 8일  | 디지털 다운로드              | 유니버설 뮤직                       |
| 영국           | 2013년 11월 8일  | 디지털 다운로드              | 폴리도르 레코드                     |
| 오스트레일리아 | 2013년 11월 11일 | LP                           | 유니버설 뮤직                       |
| 프랑스         | 2013년 11월 11일 | CD CD+DVD                    | 유니버설 뮤직                       |
| 영국           | 2013년 11월 11일 | CD CD+DVD                    | 폴리도르 레코드                     |
| 미국           | 2013년 11월 11일 | CD 디지털 다운로드           | 스트림라인 레코드 인터스코프 레코드 |
| 이탈리아       | 2013년 11월 12일 | CD CD+DVD                    | 유니버설 뮤직                       |
| 폴란드         | 2013년 11월 12일 | CD                           | 유니버설 뮤직                       |
| 프랑스         | 2013년 12월 30일 | LP                           | 유니버설 뮤직                       |
| 영국           | 2013년 12월 30일 | LP                           | 폴리도르 레코드                     |